# Ubisoft Chengdu
Ubisoft Chengdu — китайская компания, специализирующаяся на разработке компьютерных игр; дочерняя компания Ubisoft.

## История компании
Ubisoft Chengdu размещается в городе Чэнду, находящемся в юго-западной части Китая. Компания была открыта в сентябре 2007 года и стала вторым сформированным в Китае подразделением французского издателя и разработчика игр Ubisoft; первое, Ubisoft Shanghai, было открыто в 1996 году.
Руководителем назначен Ричард Цао Цзяньвэй (англ. Richard Tsao, кит. 曹建伟), до этого управлявший шанхайским подразделением. Карьера Цао была начата в игровом филиале Microsoft — Microsoft Game Studios, где он принимал участие в создании Dungeon Siege и Mech Warrior 4; позднее он также участвовал в производстве Far Cry и Crysis, работая в Crytek.
Предполагалось, что первоначально отдел в Чэнду будет заниматься аутсорсингом, а затем перейдет к самостоятельным проектам. В частности, планировалось уделять значительное внимание онлайн-играм для ПК и консолей.
В июне 2010 года было объявлено о разработке первой игры компании, которая ведется совместно с другим подразделением, Ubisoft Montreal — Scott Pilgrim vs. the World: The Game. Сюжет игры основан на комиксах о Скотте Пилигриме. Первые сведения о данном проекте появились еще в 2009 году на выставке Comic Con 2009, однако тогда не было точно сказано о том, какие подразделения участвуют в разработке.

## Разработанные игры
- 2010 — Scott Pilgrim vs. the World: The Game (PlayStation 3, Xbox 360) (совместно с Ubisoft Montreal)[8][9][10][11]
- 2015 — Tom Clancy's Rainbow Six: Siege (PC, PlayStation 4, Xbox One) (совместно с Ubisoft Montreal)